# Gennes-sur-Glaize
Gennes-sur-Glaize era una comuna francesa que estaba situada en el departamento de Mayenne, de la región de Países del Loira que el 1 de enero de 2019 pasó a formar parte de la comuna nueva de Gennes-Longuefuye como comuna delegada.

## Historia
Entre 1790 y 1794 absorbe la comuna de Saint Aignan.

## Demografía
| Gráfica de evolución demográfica de Gennes-sur-Glaize entre 1800 y 2021 |
|                                                                         |

Los datos demográficos contemplados en este gráfico de la comuna de Gennes-sur-Glaize se han cogido de 1800 a 1999 de la página francesa EHESS/Cassini, y los demás datos de la página del INSEE.